# Gintautas
Gintautas ist ein litauischer männlicher Vorname, der auch als Nachname in Gebrauch ist.

## Bedeutung
Der Name setzt sich aus den Elementen ginti („schützen“, „verteidigen“) und tauta („Volk“) zusammen.

## Kurzformen
Die Kurzform ist 'Gintas', auch des Vornamens 'Gintaras' ["Bernstein"]. Der Vorname Gintas existiert aber auch in eigenständiger Form ["der Geschützte"].

## Namensträger

### Vorname
- Gintautas Babravičius (* 1955), Politiker, Seimas-Mitglied
- Gintautas Bartkus (* 1966),  Rechtsanwalt und  Justizminister
- Gintautas Bužinskas (* 1960),  Arbeitsrechtler, Professor, Justizminister
- Gintautas Gegužinskas (* 1961), Politiker, Bürgermeister von Pasvalys
- Gintautas Iešmantas (1930–2016), Dichter und Politiker, Seimas-Mitglied
- Gintautas Jakštas (* 1990), Bildungspolitiker, Minister und Vizeminister
- Gintautas Kindurys (* 1971), Forstbeamter und Politiker, Vizebürgermeister von Ignalina, Seimas-Mitglied
- Gintautas Kovalčikas (*  1947), Manager und Politiker, Forstminister
- Gintautas Kniukšta (* 1960), Journalist und Politiker, Seimas-Mitglied
- Gintautas Mažeikis (* 1964),  Philosoph
- Gintautas Mikolaitis (* 1959), Politiker, Seimas-Mitglied
- Gintautas Paluckas (* 1979), Politiker, Vizebürgermeister von Vilnius
- Gintautas Petraitis (1944–2022), Fernschachspieler und Trainer
- Gintautas Piešina (1952–2014), Schachspieler
- Gintautas Jurgis Plungė (* 1938),  Schachtrainer und Schiedsrichter
- Gintautas Šivickas (* 1968), Politiker und Basketballspieler
- Gintautas Umaras (* 1963), Radrennfahrer
- Gintautas Vilaniškis (* 1971),  Handballspieler
- Gintautas Zenkevičius (1962–2021),  Brigadegeneral
- Gintautas Žintelis (* 1943), Ingenieur und Politiker

### Familienname
- Paulius Gintautas (* 1995), Eishockeyspieler